# Suzuki
Suzuki (Japans: スズキ株式会社, Suzuki Kabushikigaisha) is een Japanse multinational die vooral bekend is als fabrikant van auto's en motorfietsen. Het hoofdkantoor staat in Hamamatsu, Japan.

## Activiteiten
Suzuki is een grote producent van auto's en motorfietsen. In 2016 stond Suzuki op nummer 11 op de lijst van grootste voertuigproducenten wereldwijd. In Japan staat Suzuki op nummer vier achter Toyota, Nissan en Honda.
In het boekjaar 2024, dit loopt van 1 april 2023 tot 31 maart 2024, produceerde het bedrijf ruim 3,2 miljoen voertuigen waarvan 1,0 miljoen in Japan. India is de grootste afzetmarkt van Suzuki met 1,8 miljoen voertuigen. De productie van motorfietsen ligt rond de 1,9 miljoen op jaarbasis, waarvan minder dan 10% in Japan wordt geproduceerd. In 2024 werd 90% van de omzet behaald met de verkoop van automobielen, 7% van de omzet betrof motorfietsen en de overige 3% waren buitenboordmotoren. Van de totale omzet werd minder dan 30% in Japan gerealiseerd.
Suzuki werkt met diverse voertuigfabrikanten samen. Sinds 1989 levert Suzuki voertuigen aan Mazda en vanaf 2002 werken Suzuki en Nissan samen en ze leveren voertuigen aan elkaar. Van Fiat neemt Suzuki dieselmotoren af voor de Europese markt. In India produceert Suzuki dieselmotoren op basis van Fiat technologie sinds 2006. Ook heeft Suzuki van 1994 tot 2007 met Subaru samengewerkt voor de tweede en derde generatie Justy.
In de onderstaande tabel zijn de belangrijkste productiecijfers en financiële gegevens opgenomen.
| Jaar | Autoproductie (×1000) | Motorproductie (×1000) | Omzet | Nettoresultaat |
| ---- | --------------------- | ---------------------- | ----- | -------------- |
| 2011 | 2878                  | 2735                   | 2608  | 45,2           |
| 2012 | 2802                  | 2574                   | 2512  | 53,9           |
| 2013 | 2878                  | 2269                   | 2578  | 80,4           |
| 2014 | 2857                  | 2033                   | 2938  | 107,5          |
| 2015 | 3043                  | 1799                   | 3015  | 96,9           |
| 2016 | 2951                  | 1479                   | 3180  | 116,7          |
| 2017 | 3074                  | 1370                   | 3170  | 160,0          |
| 2018 | 3338                  | 1627                   | 3757  | 215,7          |
| 2019 | 3394                  | 1747                   | 3871  | 178,8          |
| 2020 | 2964                  | 1729                   | 3488  | 134,2          |
| 2021 | 2651                  | 1497                   | 3178  | 146,4          |
| 2022 | 2822                  | 1784                   | 3568  | 160,3          |
| 2023 | 3210                  | 1914                   | 4641  | 221,1          |
| 2024 | 3265                  | 1914                   | 5374  | 267,7          |

## Geschiedenis
Aanvankelijk maakte het bedrijf verschillende producten, waaronder weefgetouwen en wapens. In 1937 produceerde men een kleine auto, gebaseerd op de Austin Seven. Eigenaren van het bedrijf waren Michio Suzuki, die het in 1909 had opgericht, en zijn schoonzoon Shunzo Suzuki, die de familienaam naar Japanse traditie had overgenomen. Suzuki Loom Manufacturing Company werd opgericht op 15 maart 1920. Nadien zijn de activiteiten uitgebreid met motorvoertuigen en motoren en dit leidde in 1954 tot een naamsverandering in Suzuki Motor Co., Ltd.. In oktober 1990 werd de naam voor de laatste maal gewijzigd in Suzuki Motor Corporation.
In India heeft Suzuki een aandelenbelang van 56% in Suzuki Maruti India Limited. Het is de grootste producent van personenwagens in het land en heeft ongeveer de helft van de markt in handen. Het Indiase bedrijf werd in 1970 opgericht en had een moeizame start. In 1982 ging het Suzuki voertuigen importeren met de bedoeling deze ook in India te gaan produceren. In 1983 werd het eerste voertuig, de Maruti 800, geïntroduceerd en de verkopen namen in de jaren daarna een hoge vlucht. Suzuki verhoogde stapsgewijs haar aandelenbelang van 26% naar 40% in 1987, naar 50% in 1992 en naar 56,21% in 2013.
General Motors (GM) kocht in 1981 een belang van 5% in Suzuki en breidde dit in 1998 uit tot 10% en in 2001 tot iets meer dan 20%. De twee fabrikanten hadden diverse samenwerkingsverbanden, waaronder voor hybride motoren. In 2006 kampte General Motors met financiële problemen en reduceerde zijn belang van 20,4% in Suzuki tot 3,0%. In 2009 kwam ook de joint venture van de twee in Canada tot een eind. Suzuki verkocht het 50% belang in CAMI Automotive aan GM. CAMI werd in 1986 opgericht, GM kreeg hiermee toegang tot kleine efficiënte personenwagens en Suzuki toegang tot de belangrijke Noord-Amerikaanse automarkt. In datzelfde jaar verkocht GM ook de laatste aandelen in Suzuki.
In 2009 kocht Volkswagen AG een aandelenbelang van 20% in Suzuki voor 2,5 miljard dollar. Suzuki kocht voor de helft van dat bedrag weer aandelen van Volkswagen. De twee wilden samenwerken aan kleine brandstofzuinige auto's. Volkswagen kreeg verder een betere marktpositie in groeimarkten China en India en Suzuki kreeg toegang tot moderne autotechnologie tegen lage kosten. In 2011 zette Suzuki al eenzijdig een punt achter de moeizame relatie door zijn belang van 1,5% in Volkswagen te verkopen. In september 2015 kocht Suzuki de aandelen in handen van Volkswagen AG terug voor 3,8 miljard dollar.
In mei 2016 maakte Suzuki bekend dat het onjuiste testmethodes heeft gebruikt om de brandstofefficiëntie van zijn auto's te meten. Het betreft hier 2,1 miljoen auto's die in Japan zijn verkocht. Op de aandelenbeurs in Tokio werd het nieuws slecht ontvangen en de koers van het aandeel daalde met meer dan 9%.
Medio 2018 besloot Suzuki zich volledig terug te trekken uit de Chinese automarkt. Suzuki zal voor eind 2018 haar 50% belang in de joint venture Changan Suzuki aan Chongqing Changan Automobile Co verkopen voor 1 yuan of ongeveer 10 eurocent. Changan blijft wel Suzuki voertuigen in licentie produceren. In 1993 werd Changan Suzuki opgericht en het was een van de eerste samenwerkingsverbanden met een Chinese automobielfabrikant. Er was toen nog veel vraag naar kleine auto’s, maar de Chinese consument wil nu grote auto’s. In 2003 was het marktaandeel van kleine auto’s nog 35%, maar dit daalde naar 6,7% in 2017. Suzuki verkocht in 2014 nog 266.000 auto’s in China, maar in 2017 was dit gedaald naar 119.000 stuks. Eerder trok Suzuki zich al terug uit een nadere joint venture, Jiangxi Changhe Suzuki Automobile Co, die in 1994 was opgericht. Suzuki wil zich concentreren op de Indiase markt.
Op 27 december 2024 overleed Osamu Suzuki, die bijna vijftig jaar leiding heeft gegeven aan Suzuki. Hij was 94 jaar oud. Osamu Matsuda nam de familienaam van zijn vrouw Shoko Suzuki aan na hun huwelijk en kwam in 1958 bij het bedrijf te werken dat door de grootvader van zijn vrouw was opgericht. In de jaren 1970 redde hij het bedrijf van de rand van de afgrond. Er kwamen nieuwe emissieregels en Suzuki had geen motoren die daaraan voldeden, hij sloot een deal met Toyota Motor om motoren te leveren. In juni 2015 gaf Osamu Suzuki de leiding bij Suzuki door aan zijn zoon Toshihiro Suzuki. In 2021 trad Osama Suzuki af als voorzitter van het bedrijf.

## Motorfietsen
In 1951 werd de eerste motorfiets gebouwd, eigenlijk een fiets met hulpmotor, de “Power Free”, toen nog onder de merknaam SJK (Suzuki Jidosha Kogyo). De cilinderinhoud van dit model bedroeg 36 cc. Toen er meer Suzuki-motorfietsen kwamen, waren dit aanvankelijk tweetaktmodellen die in de jaren vijftig onder de merknaam Colleda werden verkocht. In de jaren zeventig was Suzuki succesvol met de tweecilinder tweetaktmodellen T250, T350 (met slechts 315 cc) en T500 gevolgd door de driecilinder tweetaktmodellen GT380, GT550 en de watergekoelde GT750. Vanaf 1975 schakelde men over op viertaktmotoren. GS400, GS750 en vele andere
Suzuki levert motorfietsen in alle categorieën en voor vrijwel alle takken van motorsport. Daarnaast bouwt Suzuki buitenboordmotoren, fietsen, motorboten en zelfs prefab-woningen. Het merk heeft fabrieken in Japan, Maleisië, Taiwan, Indonesië, de Filipijnen, Mozambique, Hongarije en Nigeria.

### Spot- en bijnamen
- Suzuki RZ 63 250 cc viercilinder tweetakt wegracer 1963: Whispering death
- Suzuki B100P (1964): Bloop
- Suzuki GSX-R-modellen: Gix, Gixxer (1985)
- Suzuki GT 750 (1971): Fluitketel, waterbak, waterbuffel, waterorgel, Kettle (Eng.) (vanwege de destijds bij motorfietsen nog zeldzame waterkoeling)
- Suzuki GSX 1300 R (1999): Hayabusa, Busa, Boes, Conehead (Eng.) deze laatste vanwege de bijzondere aerodynamische vorm van de neus en kont
- Suzuki (algemeen): Scheur/Sjees/Stuur U Zelf Uw Kist In, Soes, Suzy, Zookey
- Suzuki rm 125 (1998) racemachine.

## Automobielen
In 1955 begon de productie van kleine auto's onder de naam Suzulight. De technologie van dit eerste model, een voorwielaandrijver met een dwarsgeplaatste tweecilinder tweetaktmotor (360 cc, 13 pk), leek geïnspireerd door DKW. Tot 1969 werden twee modelreeksen in meerdere carrosserievarianten onder de naam Suzulight geproduceerd.
In 1962 verscheen de Suzuki Fronte op de markt, een sedanversie van de toenmalige Suzulight. De motor dreef ook nu weer de voorwielen aan. Dit veranderde met de Suzuki Fronte 360 van 1967: ondanks de modelnaam verhuisde de krachtbron nu naar de achterzijde van de wagen.
Merkwaardig genoeg - naar verluidt louter om marketingkosten te sparen - bracht Suzuki in 1965 onder de naam Fronte 800 een volkomen anders opgebouwde personenwagen uit. Ook voor deze kleine middenklasser had Suzuki overduidelijk DKW als voorbeeld genomen, net als de DKW Junior was de tweedeurs Fronte 800 een verkleinde versie van Amerikaanse sedans uit die tijd. De 785 cc metende driecilinder tweetaktmotor met 41 pk kwam eveneens bekend voor.
Een 1,1 liter versie van deze motor werd ontwikkeld voor een toekomstig model Fronte 1100. De opbouw van de motor was gelijk aan die van de 68 pk sterke en 1175 cc metende motor van de DKW F102. Door een drievoudige Solex-carburateur zou de Suzuki-motor met 80 pk wel aanzienlijk sterker zijn geweest. Suzuki besloot echter om geen serieproductie te beginnen.
In 1970 werd de productie van de Fronte 800 stopgezet. Een jaar later bracht Suzuki de opvolger van de Fronte 360 uit: de Fronte 71, waarvan de 360 cc tweetaktmotor een vermogen van 34 pk leverde. In 1979 werd de viertakt Alto in productie genomen. Naast de invoering van viertaktmotoren bleven de tweetakten in de klasse tot 500 cc nog tot in de jaren 80 in het programma.
In Nederland en/of België zijn / waren volgende modellen te koop :
- Suzuki Across
- Suzuki A-Star
- Suzuki Alto
- Suzuki Baleno
- Suzuki Carry
- Suzuki Celerio
- Suzuki Cappuccino
- Suzuki Grand Vitara
- Suzuki Ignis
- Suzuki Jimny
- Suzuki Kizashi
- Suzuki Liana
- Suzuki LJ
- Suzuki Samurai
- Suzuki SJ
- Suzuki Splash
- Suzuki Swace
- Suzuki Swift
- Suzuki SX4
- Suzuki SX4 Sedan
- Suzuki SX4 S-Cross
- Suzuki Vitara
- Suzuki Wagon R
- Suzuki Wagon R+
- Suzuki X-90

## Onder licentie gebouwde auto's
- Subaru Justy AWD en Justy G3X
- Chevrolet Sprint
- Geo Metro
- Pontiac Firefly
- Maruti Suzuki Alto
- Opel Agila
- Fiat Sedici